# François Besch
François Besch (Esch-sur-Alzette, 11 d'abril de 1963) és un fotògraf luxemburguès. Es troba entre els pioners del smartphone de la fotografia artística. És autodidacta i està vivint i treballant des de l'any 2006 a Bivange, el lloc de naixement del també fotògraf luxemburguès Edward Steichen.

## Treball
El treball fotogràfic de Besch és complex i de múltiples cares. En les sevess fotografies sobre la natura i paisatge, l'interès principal de l'artista és la transmissió de sentiments o estats d'ànim amb la creació de la poesia visual. François Besch també ha realitzat retrats, paisatge urbà i fotografia experimental des de la dècada de 1980. Per al seu treball utilitza una càmera clàssica i també el smartphone. El 2011, l'artista va realitzar la primera exposició fotogràfica a Europa (Luxemburg) en el que totes les fotografies havien estat creades utilitzant l'Hipstamatic aplicació per a iPhones. El 2013 P&TLuxembourg va adquirir cinc obres de l'artista que es van utilitzar per imprimir una sèrie de segells de correus. Van ser els primers segells oficials al món en utilitzar fotografies que no van ser preses amb càmeres convencionals. Besch també és conegut pels seus retrats de personalitats fets amb smartphone, entre d'altres a fotògrafs com John G. Morris, Lucien Clergue o David Hamilton.

## Exposicions

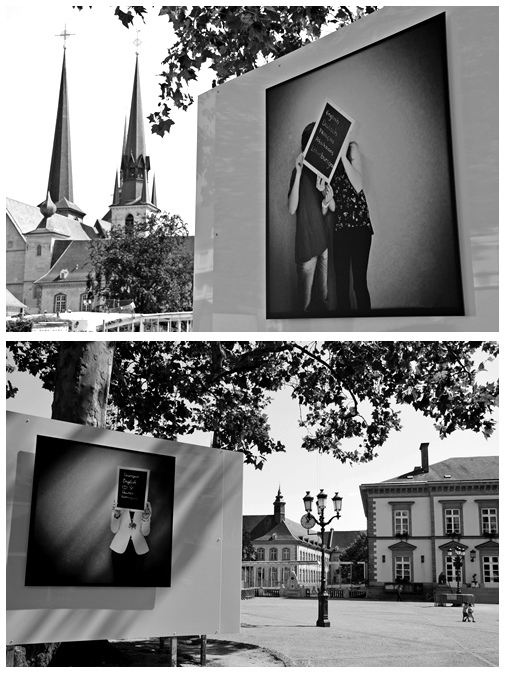
Exposició Multilingual Teens de François Besch a la Plaça de Guillem II (Ciutat de Luxemburg)

- 2013 : The Story of the Creative, See.Me Exhibition Space, Nova York
- 2013 : Multilingual Teens, Plaça de Guillem II, Luxemburg[2]
- 2013 : Let it Shine, Soho Gallery for Digital Art, Nova York
- 2013 : Von Glückspilzen und anderen Lichtwelten, Galerie Clairefontaine (Espace 2), Luxemburg
- 2012 : Poetic Renaissance, Galerie Clairefontaine (Espace 1), Luxemburg
- 2012 : Money (The Mobile Museum) Mudam, Luxemburg
- 2011 : Down here | Up there, Galerie Terres Rouges, Esch-sur-Alzette (Luxemburg)